# (1674) Groeneveld
(1674) Groeneveld – planetoida należąca do zewnętrznej części pasa głównego asteroid okrążająca Słońce w ciągu 5 lat i 264 dni w średniej odległości 3,2 au. Została odkryta 7 lutego 1938 roku w Landessternwarte Heidelberg-Königstuhl w Heidelbergu przez Karla Reinmutha. Nazwa planetoid pochodzi od Ingrid van Houten-Groeneveld, holenderskiej astronom, współodkrywczyni ponad 4 tysięcy asteroid. Przed nadaniem nazwy planetoida nosiła oznaczenie tymczasowe (1674) 1938 DS.